# Blankvers
Blankvers je nerýmovaný sylabotónický jambický verš o pěti stopách, většinou s mužským zakončením (tedy končící na přízvučnou slabiku). Vyvinul se podle všeho v anglické literatuře, jeho autorem je patrně aristokrat Henry Howard, hrabě ze Surrey, který ho použil ve své adaptaci Aeneidy z roku 1554, třebaže jambický pentametr, byť většinou rýmovaný, má v anglické literatuře mnohem starší kořeny (např. tzv. heroické distichon). V anglické literatuře je také blankvers patrně nejrozšířenější, v angličtině totiž působí velmi přirozeně a není těžké ho utvořit. Byl často užíván v hrdinské epice (i v jiných literaturách je často spojován s hrdinskou tematikou) a v dramatu (kde je vhodný proto, že je možné ho snadno rozdělit na menší části pro potřeby dialogů), například v díle Williama Shakespeara. Blankvers byl a je užíván i v české literatuře, šlo např. o typický verš eposů Julia Zeyera. Podobným veršem je italský endekasylab, který má ale ženské zakončení (tedy na nepřízvučnou slabiku) a zpravidla je rýmovaný.

## Ukázky
Hod vánoční se slavil v klášteře,

kde svatý Bebram zvolen opatem;

on dlouho zdráhal se, se slzami

své bratry prosil, by tu důstojnost

ne jemu vnucovali, jinému

že lépe slušela by, v pokoře

on žít že chtěl a v stínu, v modlitbě,

vždyť proto odřekl se nároků

na slávu světa, neboť pocházel

on z rodu královského v Erině.

(Julius Zeyer: Kronika o svatém Bebramu)
V anglické literatuře blankvers je verš nejdelších eposů jako třeba Pád Ninive a Israel v Egyptě od Edwina Atherstonea nebo Král Alfred od Johna Fitchetta. Král Alfred má víc než 131 000 veršů.
Then, afterward, the heralds rode around

To every legion; and, with customed rites,

The solemn oath took from them. To the Medes,

And to Arbaces, every man made oath.

And, when it was beheld that all had sworn,

Both hosts again exulted mightily,

And clapped their hands for joy. Arbaces then

Commanded that the Medes on the hill--tops

Backward should go; and, on the open plain,

In order wait the coming of their friends.

(Edwin Atherstone: Pád Ninive. Kniha XIV)